# 唐納德·佩特瑞
唐納德·馬克·佩特瑞（1954年4月2日—）美國演員和電影導演。

## 生活
佩特瑞在紐約出生，是小說家、電視製作人和演員（娘家姓）與導演丹尼爾·佩特瑞的兒子。他是編劇Daniel Petrie, Jr.的兄弟。

## 外部連結
- 唐納德·佩特瑞在互联网电影资料库（IMDb）上的資料（英文）